# USM Libreville
El Union Sportive O'Mbila Nziami Libreville es un equipo de fútbol de Gabón que juega en la Primera División de Gabón, la competición de fútbol más importante del país.

## Historia
Es un equipo de la capital Libreville fundado en 1978 y ha logrado ser campeón de liga en 4 ocasiones, las mismas veces ha sido campeón de copa. Su primer torneo internacional fue la Copa Africana de Clubes Campeones 1982.

## Palmarés
- Primera División de Gabón: 4

1980, 1981, 1988, 2002
- Copa Interclubes de Gabón: 4

1987, 1991, 2002, 2008

## Participación en competiciones de la CAF
| Temporada | Torneo                            | Ronda            | Club                   | Casa  | Visita | Global      |
| --------- | --------------------------------- | ---------------- | ---------------------- | ----- | ------ | ----------- |
| 1980      | Recopa Africana                   | 1                | Atlético Malabo        | 3-1   | 2-2    | 5-3         |
| 1980      | Recopa Africana                   | 2                | Africa Sports National | 1-1   | 2-3    | 3-4         |
| 1981      | Copa Africana de Clubes Campeones | 1                | AS Real Bamako         | 1-0   | 0-1    | 1-1 (4-2 p) |
| 1981      | Copa Africana de Clubes Campeones | 2                | OC Agaza               | 2-0   | 0-1    | 2-1         |
| 1981      | Copa Africana de Clubes Campeones | Cuartos de final | Al-Ahly                | 1-1   | 0-3    | 1-4         |
| 1982      | Copa Africana de Clubes Campeones | 1                | US Gorée               | w.o.1 | w.o.1  | w.o.1       |
| 1982      | Copa Africana de Clubes Campeones | 2                | AS Real Bamako         | 1-0   | 0-2    | 1-2         |
| 1987      | Recopa Africana                   | 1                | Rail Douala            | 2-0   | 0-1    | 2-1         |
| 1987      | Recopa Africana                   | 2                | Dragons                | 1-0   | 0-1    | 1-1 (2-4 p) |
| 1988      | Recopa Africana                   | 1                | Inter Club Brazzaville | 1-1   | 0-0    | 1-1 (a)     |
| 1992      | Recopa Africana                   | 1                | ASFA Yennenga          | 2-0   | 0-0    | 2-0         |
| 1992      | Recopa Africana                   | 2                | Olympic FC de Niamey   | 1-0   | 2-3    | 3-3 (a)     |
| 1992      | Recopa Africana                   | Cuartos de final | Al-Merrikh SC          | 2-1   | 0-3    | 2-4         |
| 2003      | Liga de Campeones de la CAF       | 1                | Saint Eloi Lupopo      | 0-3   | 1-0    | 1-3         |
| 2004      | Copa Confederación de la CAF      | Preliminar       | SC Kiyovu Sport        | 2-1   | 1-0    | 3-1         |
| 2004      | Copa Confederación de la CAF      | 1                | Sable FC               | 2-2   | 1-1    | 3-3 (a)     |
| 2009      | Copa Confederación de la CAF      | Preliminar       | ASFAN Niamey           | 2-1   | 0-0    | 2-1         |
| 2009      | Copa Confederación de la CAF      | 1                | Santos                 | 0-1   | 2-4    | 2-5         |

1- US Gorée abandonó el torneo.